# Alexandra Marinina
Alexandra Marinina, född 16 juni 1957, Lvov, Ukrainska SSR, Sovjetunionen, är en sovjetisk/rysk deckarförfattare.